# The Luck of a Sailor
The Luck of a Sailor è un film del 1934 diretto da Robert Milton. Tratto dal lavoro teatrale di Horton Giddy, fu sceneggiato da Clifford Grey e Wolfgang Wilhelm.
Girato in Gran Bretagna, venne distribuito in sala dalla Wardour Pictures Production nel maggio del 1934.

## Trama
Una povera borghese sposa un monarca ruritano in esilio. Quando il re viene richiamato in patria, si imbarca con la sposa su una nave da guerra. Durante il viaggio, la regina si innamora del capitano della nave. Così, quando, all'arrivo, il popolo le chiede di abdicare affinché il re possa sposare un'aristocratica, lei è ben contenta di accettare, restando libera di amare il bel capitano.

## Produzione
Il film fu prodotto dalla British International Pictures (BIP).

## Distribuzione
Distribuito dalla Wardour Films, il film uscì nelle sale cinematografiche britanniche il 10 dicembre 1934 dopo essere stato presentato a Londra il 26 aprile 1934.
Non esistono pubblicazioni che dimostrino la distribuzione del film negli Stati Uniti, non apparendo tra le 29.168 pellicole elencate e catalogate dal quotidiano Film tra il 1915 e il 1959. Sembra che invece sia stato trasmesso in televisione nei primi anni sessanta, apparendo nelle edizioni locali della rivista TV Guide.